# Giacinto Franceschini
Giacinto Franceschini (Bari, 1º settembre 1956) è un ex arbitro di calcio italiano.

## Biografia
Progettista originario di Bari, dopo aver diretto un centinaio di partite fra Serie C e Serie B, debuttò in Serie A il 23 maggio 1993 nella gara Ancona-Pescara (5-3). Nella stagione seguente, oltre a dirigere molte gare della serie cadetta, fu chiamato ad arbitrare Lazio-Atalanta (3-1) in massima serie. Nella Serie A 1994-1995 diresse tre incontri, ultimo dei quali Cagliari-Reggiana (4-2). Arbitrò la sua ultima gara in massima serie il 12 maggio 1996, in occasione di Napoli-Udinese (2-1).
Complessivamente ha diretto 6 partite di Serie A, 59 in Serie B e 57 fra Serie C1 (23) e C2 (34).
Dal 1999 al 2001 è stato vicecommissario della Commissione Arbitri Nazionale di Serie D, con delega al calcio a 5.
Attualmente è componente del CRA Puglia.